# Talking Drum

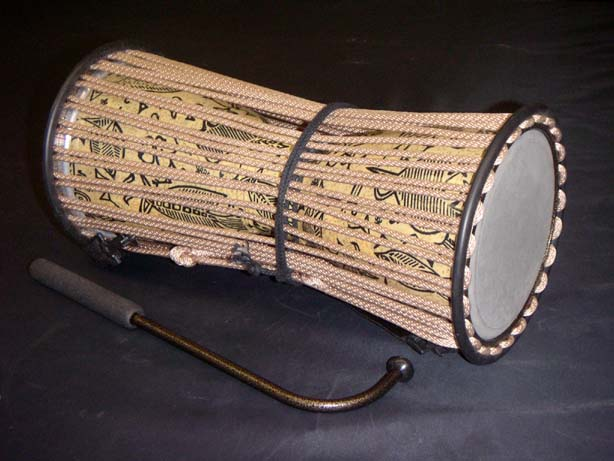
Eine Sanduhrtrommel

Talking Drum, (englisch für sprechende Trommel), ist das englische Wort für Sprechtrommeln in Westafrika. Nach ihrer Verwendung können manche Nachrichtentrommeln sein.
Viele Sprechtrommeln haben einen sanduhrförmigen Körper und sind mit zwei über Lederschnüre miteinander verbundenen Tierhäuten bespannt. Die Trommel wird unter den Arm geklemmt mit einem speziellen Krummstock bespielt. Durch Anspannen und Loslassen des Oberarmes kann die Tonhöhe über die Lederschnüre verändert werden. Durch die unterschiedlichen Tonhöhen können alle tonalen Sprachen Ghanas auf der Trommel gespielt werden (Twi, Hausa, Dagomba etc.).
Bei der Tama wird je nach Ethnie bei der Bespannung des Trommelkörpers ein anderes System angewendet. 
| Sprache, ethnische Gruppe, oder Territorium | Name            |
| ------------------------------------------- | --------------- |
| Akan                                        | Odondo          |
| Aschanti                                    | Dondo           |
| Dagomba                                     | Lunna           |
| Hausa, Songhai                              | Kalangu         |
| Wolof                                       | Tama oder Tamma |
| Yoruba                                      | Gangan, Dundun  |